# Eddy Roos
Eddy Roos (Amsterdam, 13 januari 1949) is een Nederlandse tekenaar, beeldhouwer en choreograaf. Hij choreografeerde 42 dansfilms en ontwierp beeldentuinen.

## Levensloop

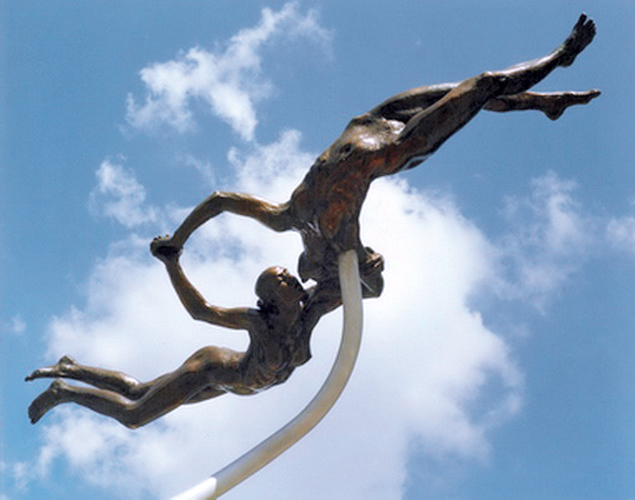
Spanje monument, 1984-86, Amsterdam

Hij kreeg op zijn veertiende de naam Roos van zijn stiefvader. Voordien droeg hij de achternaam Kuisters van zijn moeder. Zijn natuurlijke vader was van Franse afkomst en heette Papôt. Hij studeerde onder meer beeldhouwen aan de Rijksakademie in Amsterdam, waar hij les had van onder andere Prof. Paul Grégoire en Prof. Piet Esser. Roos is een bewonderaar van Michelangelo, Maillol, Donatello en Phidias. Hij gaf les aan de Klassieke Academie voor beeldhouwkunst in Groningen en geeft sinds 2015 eigen masterclasses.
Na zijn studie werkte Eddy Roos anderhalf jaar in Italië bij de beeldhouwer Giacomo Manzù. Hij houdt atelier in Amsterdam-Noord en Uithuizen. Roos kan worden beschouwd als lid van de 3e generatie van de Groep van de figuratieve abstractie, kortweg 'De Groep'.
Eddy Roos werd verkozen tot Briljanten Kunstenaar van het jaar 2019.

## Werk

### Werkwijze

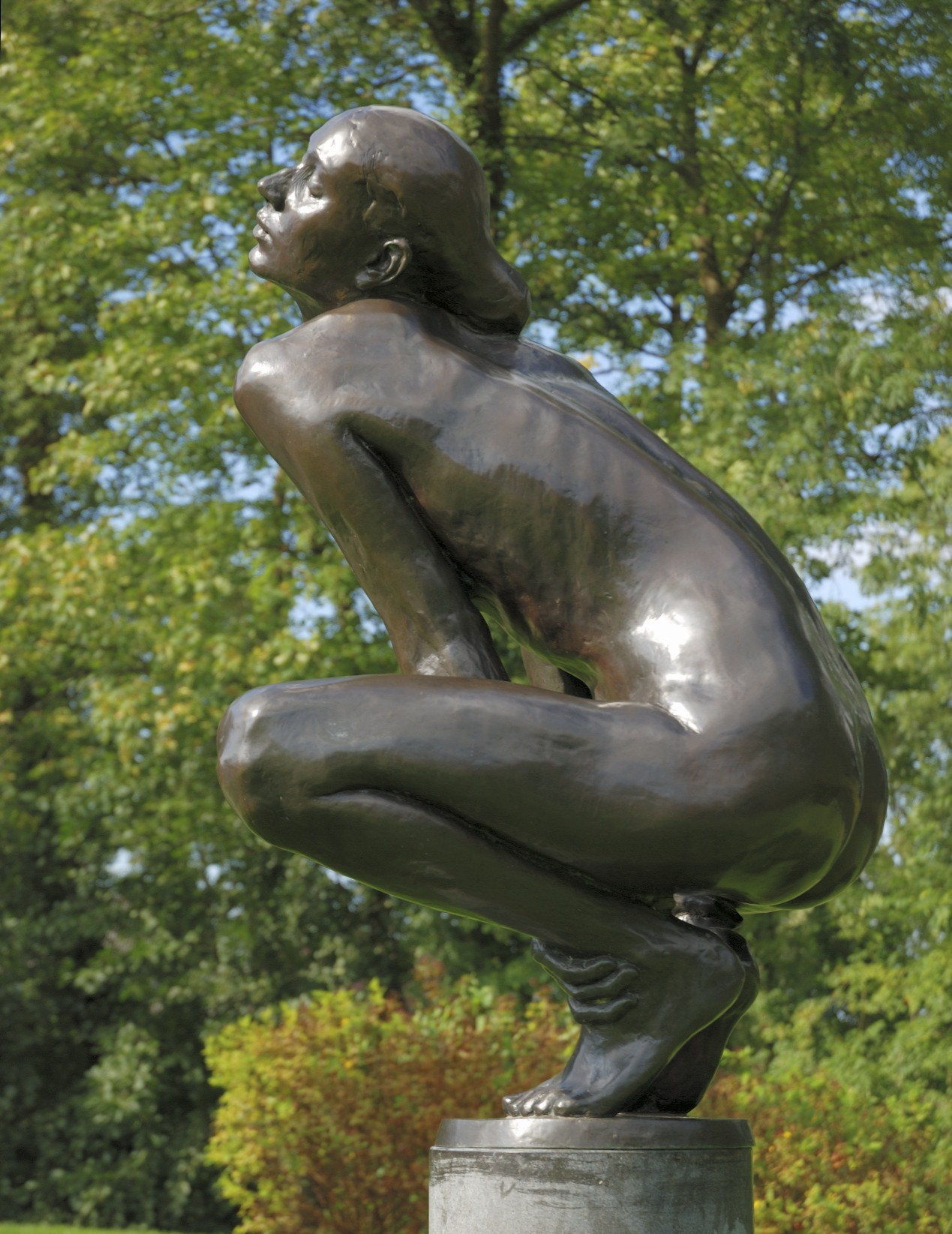
Liesbeth, 1989, borg Verhildersum

Roos schetst de bewegingen van danseresen die hij vervolgens vastlegt in brons, om uiteindelijk tot een dynamisch beeld komen. Hij vereeuwigt zijn levende modellen in diverse standen: zoals zwevend, dansend, hurkend en liggend. De beweging in zijn beelden heeft hij gemeen met bijvoorbeeld Kees Verkade. Roos noemt zelf zijn werk 'verstilde beweging'.

### Kenmerken

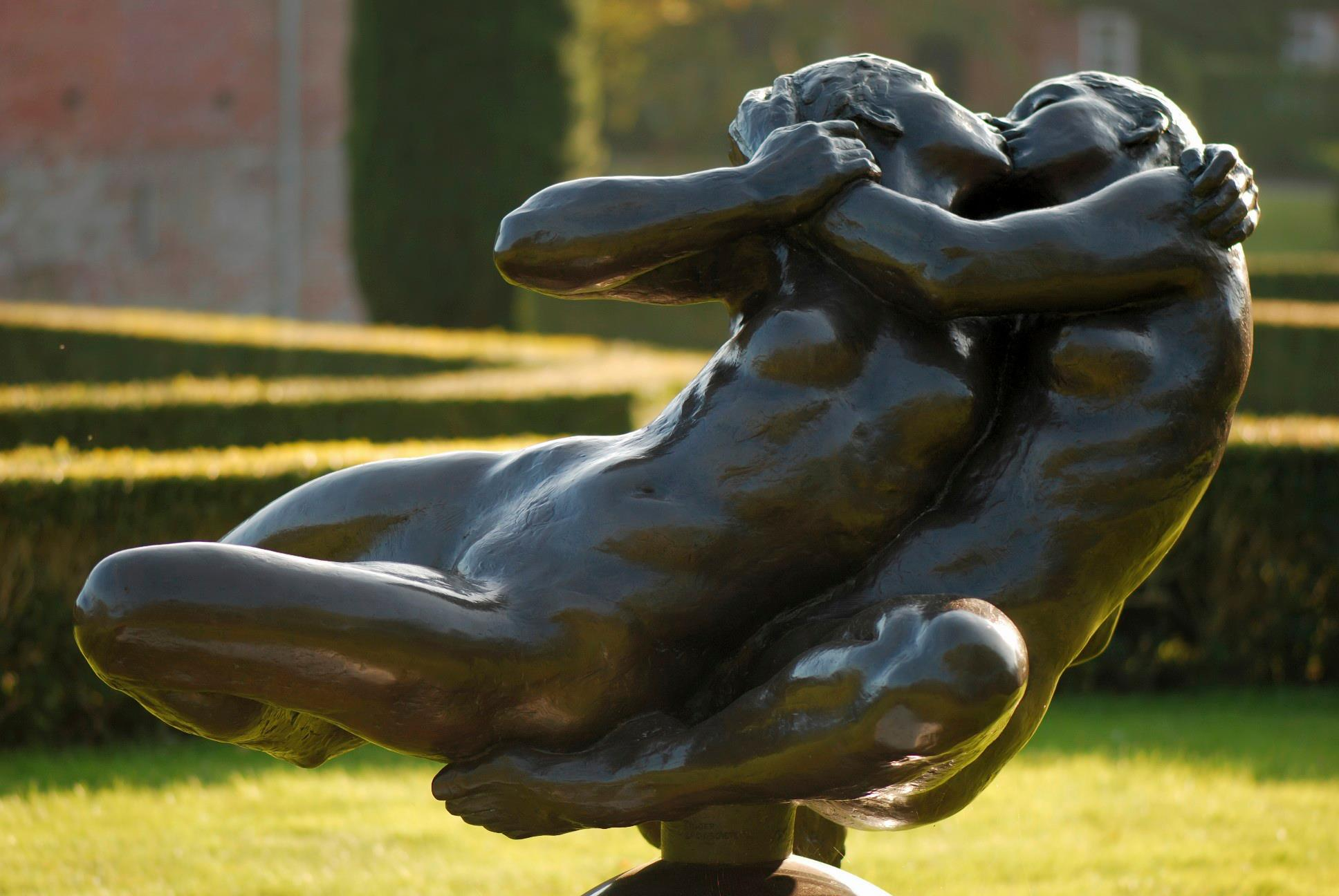
Water, 1992, borg Verhildersum

Zijn beelden en tekeningen voldoen volgens de figuratieve traditie qua maatvoering aan de normen van de gulden snede, zoals in de stijl van 'De Groep'. Zijn beelden zijn dynamisch, haast zwevend. Daarnaast vertonen zij alle een typische spanningsboog, een arabesk. Dit zijn drie van de kenmerken van zijn werk, waarin de lessen van zijn leermeester Paul Grégoire te herkennen zijn. Van zijn andere leermeester Giacomo Manzù lijkt hij de invloed te hebben ondergaan van de abstraherende mengeling van verstilling, sereniteit en vorm. 

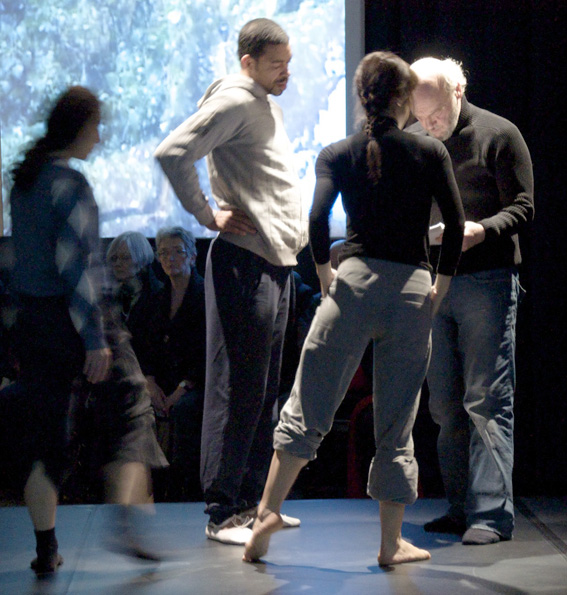
Choreografie van vele dansfilms

 Zijn beelden zijn overwegend vrouwen, zelfs paren vrouwen.
In de traditie van 'De Groep' vormt het werk van Roos in twee opzichten een cross-over, een vorm van mengkunst: hij wil enerzijds figuratieve en abstracte kunst combineren en anderzijds dans, tekenkunst, muziek, film, beeldhouwen en architectuur. Wezenlijk maakt hij een kleine stap om de figuratie van lossere abstractie en vrijheid te herzien.

### Integratie omgeving

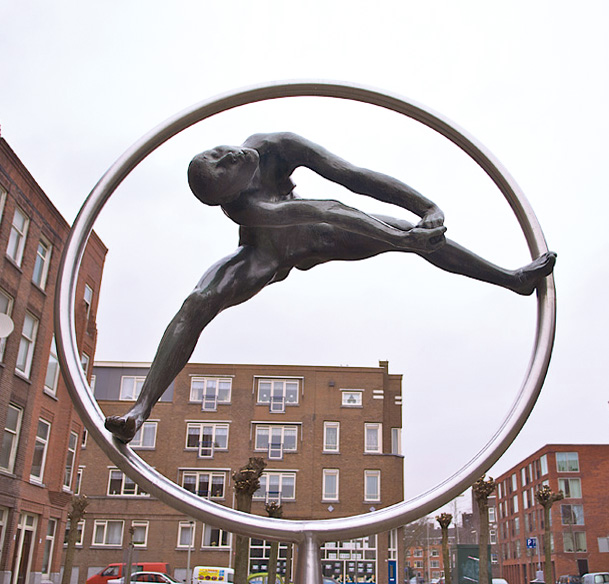
Luchtdanseres (1985), Rotterdam-Delfshaven

Roos integreert zijn beelden in hun natuurlijke omgeving en de regels van de gulden snede inachtnemend, zoals ook André Le Nôtre dat deed met zijn Baroktuinen. Daartoe bestudeerde hij onder anderen Alberti en Bramante, de grootmeesters van de zuivere verhoudingen in de Renaissance. Zo brengt hij een wisselwerking tot stand tussen het beeld en zijn natuurlijke entourage, waardoor de beelden beter in de ruimte tot uiting komen. Door zijn opdracht voor de beelden in de beeldentuin van borg Verhildersum bekwaamde hij zich in tuin architectuur gespecialiseerd in de geometrie in verhouding tot de menselijke maat van de omgeving. Doordat Roos veelal bolvormige sokkels gebruikt, wordt ook de onderkant van de beelden belangrijk, omdat de 'restruimte' in zicht komt. Daarmee onderscheidt hij zich van bijvoorbeeld Rodin.

### Stichting 'Groep van de figuratieve abstractie'
Op 26 juli 2007 heeft Eddy Roos de 'Stichting Groep van de figuratieve abstractie' opgericht. De stichting heeft ten doel: het bijeenbrengen, tentoonstellen en in stand houden van beeldhouwwerken en andere sculpturen, tekeningen, schetsen en schilderijen van hen die kunnen worden gerekend tot 'De Groep van de figuratieve abstractie', in een of meer speciaal daartoe ingerichte museumruimte(n), alles in de meest uitgebreide zin des woords. De stichting heeft haar zetel ondergebracht in Uithuizen bij 'Museum Eddy Roos'.

### Masterclasses Figuratief beeldhouwen / Portret

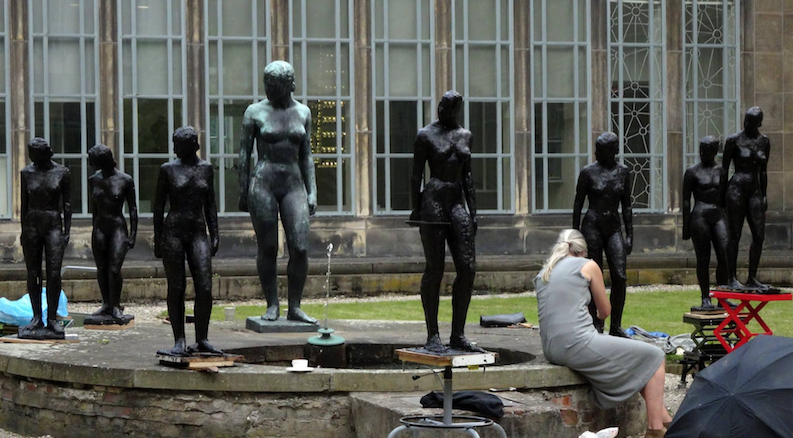
Masterclass in 2016 met kopie van Assia van Charles Despiau, museum Boijmans van Beuningen, Rotterdam en in atelier Eddy Roos met model

Sinds 2015 geeft Eddy Roos aan afgestudeerde beeldhouwers en gemotiveerde autodidacten een opleiding. In workshops werken de deelnemers aan portret, tekenen naar bewegend model, figuurstudie (kopie van een beeld van Charles Despiau) en behandelen ze theoretische achtergrond.

## Exposities
- Zijn werk werd vertegenwoordigd op The European Fine Art Fair, Tefaf, in Maastricht en op beurzen in Parijs, Brussel en Londen.
- Het Drents Museum in Assen organiseerde in 2009 een overzichtstentoonstelling .[2][5] Deze expositie omvatte ca. 200 tekeningen, 70 bronzen beelden, fragmenten uit zijn dansfilms en live uitvoeringen met professionele dansers.
- Slot Zeist toonde 90 werken: beelden, vele tekeningen en etsen, een documentaire en dansfilms van april-juni 2015.
- Van juli tot september is de borg Verhildersum in het Groningse Leens de door Roos ontworpen tuin met zijn beelden te bezoeken.
- Van mei t/m september is op de zaterdagen en zondagen van 13-17 uur in Uithuizen op de dijk bij de Waddenzee in het Museum Eddy Roos zijn atelier te bezichtigen.
- Werk van Roos is opgenomen in o.a. de collecties van het Singer Museum te Laren, Museum Beelden aan Zee in Scheveningen en de beeldentuin van het kasteel 'De Havixhorst'[6] in de Wijk en in vele particuliere collecties.

## Beelden in het openbaar domein (selectie)
In de tuinen rond de borg Verhildersum te Leens (Groningen) staan meerdere van zijn beelden. Verder staan in Amsterdam-Noord op het Plein Spanje '36-'39, ter hoogte van de noordelijke in- en uitgang IJ-tunnel, zijn 'Spanjemonument' (1986) en staat er een beeld van hem in Rotterdam bij het metrostation Delfshaven.